# モーリス・オブストフェルド
モーリス・オブストフェルド（Maurice Moses Obstfeld、1952年3月19日 - ）は、ニューヨーク生まれのアメリカの経済学者。カリフォルニア大学バークレー校教授。専攻は国際経済学（特に国際マクロ経済学）、国際金融論である。ニューケインジアンの一員であると言われている。モーリス・オブズフェルドと呼ばれることもある。

## 略歴
- 1952年 - ニューヨーク・シティで生まれる。
- 1969年 - 1973年 ペンシルバニア大学で学ぶ。
- 1973年 - 数学で学士号（Summa Cum Laude）を得て卒業。
- 1973年 - 1975年 イギリスのケンブリッジ大学キングズ・カレッジで学ぶ。
- 1975年 - 修士号を得る。
- 1975年 - 1979年 マサチューセッツ工科大学（MIT）で学び、ルディガー・ドーンブッシュの指導を受ける。
- 1979年 - Ph.D.を得る（学位論文「固定および変動相場の下での資本移動と金融政策」）。
- 1979年 - 1981年 コロンビア大学の助教授となる。
- 1981年 - 1985年 コロンビア大学の准教授となる。
- 1985年 - 1986年 コロンビア大学の教授となる。
- 1986年 - 1989年 ペンシルヴァニア大学の教授となる。
- 1986年 - 現在 『インターナショナル・エコノミック・レヴュー』の編集委員を務める。
- 1989年 - 現在 カリフォルニア大学バークレー校教授。
- 1998年 - 2001年 カリフォルニア大学バークレー校の経済学部長を務める。
- 2007年 - 現在 『アメリカン・エコノミック・ジャーナル』マクロ経済学担当の編集委員を務める。
- 2010年 - 現在 『IMFエコノミック・レヴュー』の編集委員を務める。

## 業績
- 国際マクロ経済学で、2国モデルである「オブストフェルド＝ロゴフ・モデル」を作成し、多くの主張を述べている。

## 主な著作

### 日本語訳
（論文）
- 「為替レートと経済調整――新しい開放マクロ経済学の視点から」、『金融研究』、第21巻第4号、日本銀行金融研究所、2002年
- 「エマージング市場諸国のグローバル化、マクロ経済パフォーマンスと為替レート」、『金融研究』、第23巻第4号、日本銀行金融研究所、2004年
- 「米国の対外赤字は世界全体の問題か」、『金融研究』、第24巻第3号、日本銀行金融研究所、2005年
- 「日本の経常収支調整が円レートに与える影響」、『金融研究』、第25巻第4号、日本銀行金融研究所、2006年
- 「国際流動性に関する財政的側面について」、『金融研究』、第30巻第4号、日本銀行金融研究所、2011年

（著書）
- （ポール・クルグマンと共著）『国際経済――理論と政策』（1）国際貿易、（2）国際マクロ経済学、（新経済学ライブラリ）、石井菜穂子・浦田秀次郎・竹中平蔵・千田亮吉・松井均共訳、新世社（サイエンス社発売）、1990年（第3版1996年）
- （ポール・クルグマンと共著）『クルーグマン国際経済学』（経済学体系シリーズ）、エコノミスト社、2002年
- （ポール・クルグマンと共著）『クルグマンの国際経済学――理論と政策』（上）貿易編、（下）金融編、山本章子・伊藤博明・伊能早苗・小西紀嗣共訳、ピアソン桐原、原書第8版（上）2010年、（下）2011年

### 著書（原書）
- "Financial Policies and the World Capital Market: The Problem of Latin American Countries" (coeditor with Pedro Aspe Armella and Rudiger Dornbusch), University of Chicago Press, 1983
- "International Economics: Theory and Policy" (with Paul R. Krugman), Scott,Foresman/Little,Brown, 1988
- "International Economics: Theory and　Policy"　9th　American edition (with Paul R. Krugman and Marc J. Melith)
- "Foundations of International Macroeconomics" (with Kenneth Rogoff), MIT Press, 1996
- "Foundations of International Macroeconomics Solution Manual" (with　Kenneth Rogoff and Gita Gopinath), MIT Press, 1998
- "Money, Capital Mobility, and Trade: Essays in Honor of Robert A. Mundell" (coeditor with Guillermo A. Calvo and Rudiger Dornbusch), MIT Press, 2001
- "Global Capital Markets: Integration, Crisis, and Growth" (with Alan M. Taylor), Cambridge University Press, 2004
- "Global Economic Crisis: Impacts, Transmission, Recovery" (coeditor with Dongchul Cho and Anmdrew Mason), Edward Elgar, 2012